# 1° Bienal Latinoamericana de Arquitectura de Paisaje
La 1° edición de la Bienal Latinoamericana de Arquitectura de Paisaje premió a las mejores obras de arquitectura del paisaje construidas en Latinoamérica entre 2012 y 2014.
El evento fue organizado por la Sociedad de Arquitectos Paisajistas de México junto a la Facultad de Arquitectura de la Universidad Nacional Autónoma de México.
Se llevó a cabo el 10 y 11 de junio de 2014 en Ciudad de México, México.

## Convocatoria y jurado
En la convocatoria internacional participaron obras construidas y trabajos teóricos y de investigación sobre arquitectura del paisaje de Brasil, Argentina, Perú, Chile, Colombia, Venezuela, Costa Rica, Uruguay y México.
El jurado de la categoría obra construida estuvo integrado por Marcos Mazarí (Director de la Facultad de Arquitectura de la UNAM), Pedro Camarena (Presidente de la Sociedad de Arquitectos Paisajistas de México), Jimena Martignoni (curadora argentina), Martha Fajardo (Coordinadora de la Iniciativa Latinoamericana de Arquitectura de Paisaje en Colombia) y Jacqueline Osty (Directora de Atelier Jacqueline Osty&Associés en Francia).
Por otra parte, el jurado de la categoría Trabajo teórico y de investigación se integró por los investigadores mexicanos Gabriela Wiener, Eugenia García Velarde, Jairo Reyes y Luis Zambrano.

## Ganadores
| Premio                             | Premio             | Obra                                                       | Diseñador(es) | País    |
| ---------------------------------- | ------------------ | ---------------------------------------------------------- | --- | ------- |
| Premio del Público                 | Premio del Público | Parque Lineal Canal Nacional                               | Taller Carlos Leduc Montaño | México  |
| Escala Urbana                      | Escala Urbana      | Wawa Pukllay: niños jugando                                | Coordinadora Latinoamericana de Estudiantes de Arquitectura de Perú, Universidad Católica Santa María y Universidad Nacional San Agustín | Perú    |
| Escala Arquitectónica              | Primer Lugar       | Centro de Minería Andrónico Luksic                         | Enrique Browne | Chile   |
| Escala Arquitectónica              | Mención Honrosa    | Memorial de las víctimas de la violencia                   | Gaeta Springall Arquitectos | México  |
| Trabajo Teórico y de Investigación | Primer Lugar       | La frontera del agua                                       | Instituto de Diseño de la Facultad de Arquitectura de la UDELAR                                                                          | Uruguay |
| Trabajo Teórico y de Investigación | Mención honrosa    | Derechos de los niños y espacios jugables                  | Eduardo Lugo Laguna | México  |
| Trabajo Teórico y de Investigación | Mención especial   | Pautas y recomendaciones para el ordenamiento paisajístico | Instituto de Diseño de la Facultad de Arquitectura de la UDELAR                                                                          | Uruguay |